# Toại Ninh

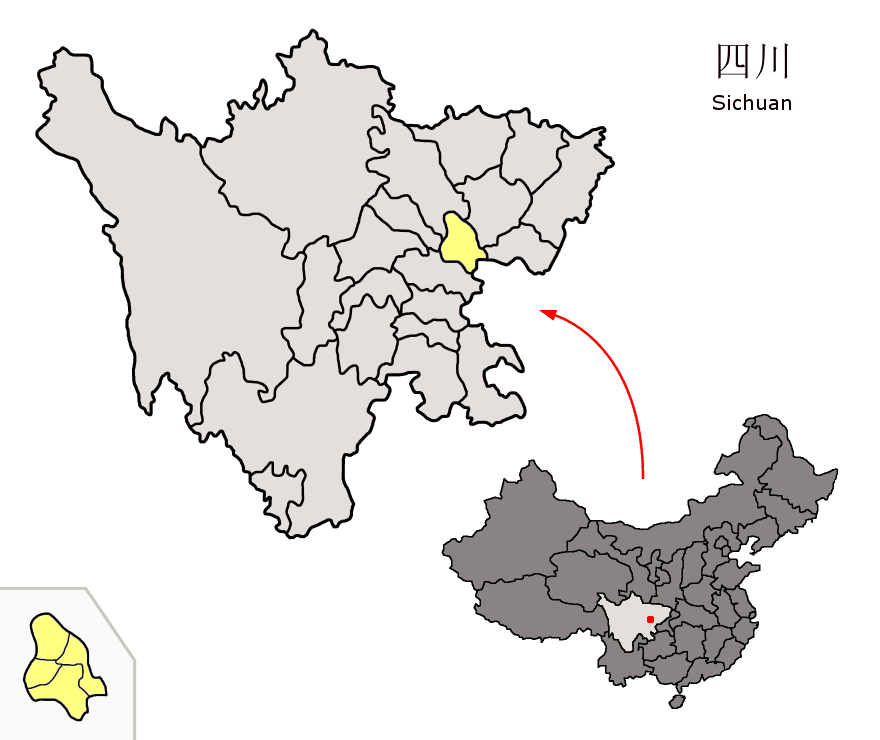
Vị trí Toại Ninh (vàng) trong Tứ Xuyên

Toại Ninh (遂宁市) là một địa cấp thị thuộc tỉnh Tứ Xuyên, Cộng hòa Nhân dân Trung Hoa

## Các đơn vị hành chính
Địa cấp thị Toại Ninh quản lý các đơn vị cấp huyện sau:

### Các quận nội thành
Các quận:
- Thuyền Sơn 船山区
- An Cư 安居区

### Các thành phố cấp huyện
- Xạ Hồng 射洪市

### Các huyện
Các huyện:
- Bồng Khê 蓬溪县
- Đại Anh 大英县